# ATG5
ATG5 (англ. Autophagy related 5) – білок, який кодується однойменним геном, розташованим у людей на короткому плечі 6-ї хромосоми. Довжина поліпептидного ланцюга білка становить 275 амінокислот, а молекулярна маса — 32 447.
| 10         |  | 20         |  | 30         |  | 40         |  | 50         |
| ---------- |  | ---------- |  | ---------- |  | ---------- |  | ---------- |
| MTDDKDVLRD |  | VWFGRIPTCF |  | TLYQDEITER |  | EAEPYYLLLP |  | RVSYLTLVTD |
| KVKKHFQKVM |  | RQEDISEIWF |  | EYEGTPLKWH |  | YPIGLLFDLL |  | ASSSALPWNI |
| TVHFKSFPEK |  | DLLHCPSKDA |  | IEAHFMSCMK |  | EADALKHKSQ |  | VINEMQKKDH |
| KQLWMGLQND |  | RFDQFWAINR |  | KLMEYPAEEN |  | GFRYIPFRIY |  | QTTTERPFIQ |
| KLFRPVAADG |  | QLHTLGDLLK |  | EVCPSAIDPE |  | DGEKKNQVMI |  | HGIEPMLETP |
| LQWLSEHLSY |  | PDNFLHISII |  | PQPTD      |  |            |  |            |

A: Аланін

C: Цистеїн

D: Аспарагінова кислота

E: Глутамінова кислота

F: Фенілаланін

G: Гліцин

H: Гістидин

I: Ізолейцин

K: Лізин

L: Лейцин

M: Метіонін

N: Аспарагін

P: Пролін

Q: Глутамін

R: Аргінін

S: Серин

T: Треонін

V: Валін

W: Триптофан

Задіяний у таких біологічних процесах, як апоптоз, імунітет, вроджений імунітет, автофагія, ацетилювання, альтернативний сплайсинг. 
Локалізований у цитоплазмі, мембрані.